# NGC 1483
NGC 1483 (również PGC 14022) – galaktyka spiralna z poprzeczką (SBbc), znajdująca się w gwiazdozbiorze Zegara w odległości 40 milionów lat świetlnych. Została odkryta 2 września 1826 roku przez Jamesa Dunlopa. Galaktyka ta należy do grupy galaktyk w Złotej Rybie liczącej około 70 członków.
NGC 1483 wygląda tak jakby była przesłonięta przez lekką mgiełkę. Posiada ona jasne centralne zgrubienie oraz delikatne, rozmyte ramiona spiralne zawierające wiele obszarów formowania nowych gwiazd.